# Oshurkovia kamtschatica
Oshurkovia kamtschatica is een mosdiertjessoort uit de familie van de Umbonulidae. De wetenschappelijke naam van de soort is voor het eerst geldig gepubliceerd in 2005 door Andrei V. Grischenko & Shunsuke F. Mawatari.